# 파리 데카르트 대학교
파리 데카르트 대학교(프랑스어: Université Paris-Descartes) 또는 파리 제5대학교(Paris-V)는 파리의 대학교로, 1971년 1월 1일에 설립되었다. 대학 본부는 파리 6구에 위치하고 있다.
파리 제1 대학교(Panthéon-Sorbonne), 파리 제3 대학교(Sorbonne Nouvelle), 파리 제4 대학교(Paris-Sorbonne)처럼 파리 제5 대학교 역시 소르본에 인문 사회 대학으로 쓰고 있는 건물이 있으므로 소르본 대학에 속한다. 그러나 파리 데카르트 대학교이름은 소르본 대학과 관계없다.
의과대학은 프랑스에서 가장 큰 규모이고, 약학, 생물학, 치의학, 수학, 법학, 정보, 경제학, 심리학, 인문사회학 강좌를 운영한다.

## 같이 보기
- 르네 데카르트

## 참조
1. ↑  소르본은 대학이름이 아니라 파리 대학가에 위치한 건물 이름이다. 그러나 소르본이라고 말할 때 보통은 대학을 지칭한다